# Bodypop
Bodypop es el noveno álbum de estudio de grupo de synthpop alemán And One, lanzado en septiembre de 2006 por el sello discográfico Out of Line Records. Fue producido por el cantante Steve Naghavi.
En general, el álbum cuenta con un sonido synthpop más pulido que el álbum anterior. También a diferencia de su predecesor, contiene canciones en inglés y alemán. Algunas versiones ya aparecían en el EP Frontfeuer, que contó con un extra de cinco temas de estudio. Este EP fue lanzado el 5 de diciembre de 2006.
Military Fashion Show, So Klingt Liebe y Traumfrau fueron publicados como sencillos.

## Lista de canciones
- Mein Anfang - 2:18
- Military Fashion Show - 4:28
- Disfrute de lo Desconocido - 5:21
- So Klingt Liebe - 3:46
- The Sound of Believer - 4:22
- Body Company - 5:23
- Traumfrau - 6:24
- Stand the Pain - 4:24
- Sexkeit - 4:03
- Love You to the End - 5:09
- The Dream - 6:32
- Dein Ende - 6:26

## Frontfeuer
- Rearming Strafbomber - 4:50
- Master Master  - 03:41
- A Kind of Deutsch - 3:51*
- Steine Sind Steine - 4:01
- The Force - 3:12

- Datos: Q4035258